# Joan Comnè (governador de Dirràquion)
Joan Comnè, en grec medieval Ἰωάννης Κομνηνός, va ser un aristòcrata de l'Imperi Romà d'Orient, membre de la família dels Comnens i nebot de l'emperador Aleix I Comnè, que va regnar del 1081 al 1118. Va ser governador (Dux) de la important ciutat de Dirràquion, capital del tema del mateix nom.
Joan va néixer probablement cap al 1074. Era el fill gran del sebastocràtor Isaac Comnè i de la seva dona Irene d'Alània. L'any 1081, el seu oncle Aleix I Comnè va proposar a l'emperador Enric IV del Sacre Imperi Romanogermànic un matrimoni entre Joan i una princesa germànica sense que aquest projecte es portés a terme.
A principis de 1091, Joan va ser escollit per Aleix per substituir Joan Ducas com a Dux (governador) del tema de Dirràquion, a l'actual Albània. Aquesta ciutat tenia una gran importància per a l'Imperi perquè era el principal punt d'entrada des d'Itàlia. Si la ciutat fos capturada, seria fàcil la conquesta dels Balcans i avançar cap a Constantinoble per la Via Egnàcia. Durant els primers anys del regnat d'Aleix I, el normand Robert Guiscard va començar el seu intent de conquerir l'Imperi Romà d'Orient prenent Dirràquion. Poc després del seu nomenament, Joan Comnè va ser acusat per Teofilacte d'Ocrida d'organitzar una rebel·lió contra l'emperador. Per organitzar la seva defensa, Joan es va dirigir a Filipòpolis, on residia Aleix. L'acusació no és gens clara, i sembla una disputa familiar entre Aleix i el seu germà Isaac Comnè. Isaac es va enfrontar també amb el seu altre germà Adrià Comnè, que donava suport a les acusacions contra Joan. Finalment, Aleix va rebutjar les acusacions contra Joan Comnè i el va confirmar en el seu càrrec de governador, potser per acabar amb les dissensions familiars i per lleialtat al seu germà Isaac. Aquesta conspiració, que no va tenir més conseqüències, és una mostra de les tensions emergents dins de la família imperial dels Comnens, convertida en el centre del poder a l'Imperi d'Orient.
L'any 1094, malgrat la seva inexperiència militar, l'emperador va encomanar a Joan la defensa de la ciutat i de la província de Dirràquion contra les incursions sèrbies dirigides per Vukan de Raška. Va intentar negociar amb el cap serbi per tenir temps per preparar-se. Però quan Vukan va estar a punt, va atacar els romans d'Orient prop de Lipenion i els va infligir una important derrota. Immediatament Joan va anar cap a Constantinoble per anunciar la seva derrota a Aleix, i l'emperador el va confirmar en el càrrec. El 1096, va acollir al comte Hug de Vermandois, quan la seva flota es va enfonsar a la costa de Dirràquion. Joan Comnè era probablement encara dux de Dirràquion els anys 1105 i 1106, moment en què Anna Comnena diu que va ser derrotat en una campanya contra els dàlmates. Poc després, quan va desaparèixer l'amenaça d'una nova invasió normanda dirigida per Bohemon I d'Antioquia, l'emperador va substituir Joan pel seu germà petit Aleix.
L'any 1090, Joan es va casar amb Maria Ducas, filla del Protostrator Miquel Ducas, un germà de l'emperadriu Irene Ducena. La parella va tenir cinc fills, tots ells morts molt joves, en vida dels seus pares. Només es coneix el nom d'un fill, Aleix. Una mica després del 1130, Joan i la seva dona es van fer monjos.